# Armstrong Whitworth A.W.41 Albemarle
L'Armstrong Whitworth A.W.41 Albemarle era un bombardiere medio bimotore, poi aereo da trasporto militare, ad ala media prodotto dell'azienda britannica Armstrong Whitworth Aircraft negli anni quaranta.
Utilizzato principalmente dalla Royal Air Force durante la seconda guerra mondiale non venne mai utilizzato nel ruolo per cui era stato concepito ma diede un sostanziale apporto come trasporto di truppe aviotrasportate e traino alianti durante lo sbarco in Normandia (Operazione Overlord) e la successiva Operazione Market Garden.

## Storia del progetto
Nel 1938 l'Air Ministry, il ministero che nel Regno Unito era responsabile dell'intera gestione dell'aviazione civile e militare, emise una specifica, identificata come B.9/38, per la fornitura di un nuovo bombardiere medio bimotore da realizzarsi in tecnica mista, ovvero con l'uso di materiale metallico e legno, da destinare ai reparti di bombardamento della RAF. la richiesta derivava dall'esigenza di utilizzare materiali strategici meno pregiati, come l'acciaio, per preservare l'alluminio che componeva le leghe leggere destinate a velivoli ad alte prestazioni. Al fine di soddisfare la richiesta vennero contattate la Armstrong Whitworth Aircraft, la de Havilland Aircraft Company e la Bristol Aeroplane Company.
La Bristol propose due differenti progetti, uno più tradizionale con ala dall'apertura di 80 ft (24,38 m) potenzialmente in grado di raggiungere le 300 mph (oltre 480 km/h), ed un secondo caratterizzato da un carrello d'atterraggio triciclo anteriore, soluzione tecnica innovativa già utilizzata con successo in alcuni modelli statunitensi, dotato di ala dall'apertura ridotta a 70 ft (21,34 m) ed in grado di raggiungere una velocità massima di 320 mph (515 km/h). La propulsione in entrambi i modelli, identificati come Type 155, era affidata ad una coppia di motori radiali Bristol Hercules raffreddati ad aria. L'Armstrong Whitworth presentò il proprio AW.41 caratterizzato anch'esso da un carrello triciclo anteriore e dal progetto modulare in modo da facilitare la costruzione delle singole parti da assemblare da parte di aziende che durante il periodo bellico erano coinvolte nella produzione di aeromobili pur non avendone un'esperienza specifica. La propulsione prevista per l'AW.41 in sede progettuale era indirizzata verso i Rolls-Royce Merlin, i famosi V12 raffreddati a liquido che equipaggiavano i Supermarine Spitfire, tuttavia era previsto come alternativa anche l'utilizzo dei radiali Bristol Hercules.
Mentre la de Havilland non fu in grado di presentare alcun progetto in tempo utile, quelli di Armstrong Whitworth e Bristol vennero esaminati dalle autorità britanniche nel giugno 1938 tuttavia l'Air Ministry decise di introdurre nuovi parametri così da dover emettere due nuove specifiche che coinvolgevano direttamente lo sviluppo delle due diverse proposte, rispettivamente le specifiche B.17/38 e B.18/38. Tra le caratteristiche richieste le nuove specifiche erano relative ad un velivolo in grado di raggiungere una velocità di crociera di 250 mph (circa 400 km/h) a 15 000 ft (4 600 m) trasportando un carico bellico pari a 4 000 lb (1 800 kg) in bombe da caduta. Alla luce delle nuove richieste la Bristol, che era già fortemente impegnata nella produzione e sviluppo di altri modelli, decise di interrompere lo sviluppo del Type 155 prima di avviarne la costruzione di un prototipo.
I cambiamenti politici che si susseguirono convinsero l'Air Staff, lo Stato Maggiore dell'aeronautica, a riconsiderare il ruolo destinato all'Albemarle considerandolo più adatto come aereo da ricognizione pur mantenendo le sue capacità di effettuare bombardamenti tattici. Il cambio di utilizzo permetteva, tra l'altro di poter aumentare il raggio d'azione del velivolo in quanto non più gravato dal peso delle bombe sarebbe riuscito a raggiungere un'autonomia di 4 000 mi, di poco inferiore ai 6 450 km. Per migliorare le capacità difensive furono aggiunte due postazioni, una torretta dorsale ed una ventrale, a scomparsa, di tipo "a barile", che retratta quando non necessaria miglioravano le caratteristiche di volo del modello.
Le autorità militari si ritennero soddisfatte della proposta emettendo un ordine, nell'ottobre 1938, per 200 unità "off the drawing board" ("fuori dal tavolo da disegno", cioè senza costruire nemmeno un primo prototipo).

## Versioni
ST Mk I
versione da trasporto (ST, per Special Transport) realizzata in 99 esemplari.
GT Mk I
versione da traino alianti (GT, per Glider Tug) realizzata in 69 esemplari.
ST Mk II
versione da trasporto realizzata in 99 esemplari.
ST Mk V
versione da trasporto realizzata in 49 esemplari.
Mk IV
versione sperimentale, realizzata in un solo esemplare.
ST Mk VI
versione da trasporto realizzata in 133 esemplari.
GT Mk VI
versione da traino alianti realizzata in 117 esemplari.

## Utilizzatori
Regno Unito
- Royal Air Force

 Unione Sovietica
- Voenno-vozdušnye sily

### Periodici
- Eric B. Morgan, "Albemarle". Twentyfirst Profile, Volume 1, No. 11, New Milton, Hants, UK, 21st Profile Ltd.. ISSN 0961-8120 (WC · ACNP)
- Ray Williams, The Unloved Albermarle, in Air Enthusiast, maggio-agosto 1989,  pp. 29-42. ISSN 0143-5450 (WC · ACNP)